# Willowtree
Willowtree var en svensk musikgrupp från Stockholm.
Den bestod av Gustav Ekelöf (sångare), John Grönlund (gitarrist), Olof Grönlund (gitarrist) Johan Blomberg (basist), Andreas Hollgren (trummis). Bandet har släppt albumen "Sofia Sofia" år 2003 och "What A Way To Go!" år 2006. Medlemmarna gick istället vidare med The Vial  januari 2010.

## Bandmedlemmar
- Joel Gustav Ekelöf (född 1980) - sång
- John Grönlund (född 1981) - gitarr, synthesizer
- Johan Blomberg (född 1980) - bas
- Olof Grönlund (född 1983) - gitarr
- Andreas Hollgren (född 1980) - trummor

## Diskografi

### Album
- What a Way to Go!" (2006)
- Sofia Sofia" (2003)

### Singlar
- No Harm (2006)
- You Know It (2006)
- Attention: Ms (2006)
- Pacobell (2005)
- Always the Same (2003)
- Summer on TV (2002)